# Десислава Терзиева
Десислава Терзиева е български политик, бивш министър на регионалното развитие от 29 май 2013 до 6 август 2014 г. в правителството на Пламен Орешарски

## Биография
Родена е на 17 август 1965 г. в София. В периода 1978 – 1981 година учи в гимназията „Джулия Ричман“ в Ню Йорк. От 1982 до 1987 г. учи право в Софийския университет. Специализирала е в университети в Австрия, Южна Корея и Шотландия.
Между 1988 и 1991 г. работи като юрисконсулт в Областния народен съвет на София и към комитета по териториално и селищно устройство.
В периода до 2001 г. е главен експерт и държавен експерт в Министерството на регионалното развитие и благоустройството.
През 2002 – 03 г. е директор на дирекция „Административно-правно и финансово-стопанско обслужване“ в ИА „Пристанищна администрация“.
От 2003 до 2005 г. е директор на дирекция „Национална транспортна политика“ в Министерството на транспорта и съобщенията.
В периода 2006 – 09 г. е директор на дирекция „Европейска координация и международно сътрудничество“ в Министерството на държавната администрация и административната реформа.
От 2011 до 2013 г. е директор на дирекция „Стратегическо развитие и координация“ в администрацията на Министерския съвет.
От 29 май 2013 до 6 август 2014 г. е министър на регионалното развитие.